# Brian Jacks
Brian Jacks (Londra, 5 ottobre 1946) è un judoka inglese.

Vinse la prima medaglia di bronzo della Gran Bretagna in un campionato mondiale, ottenendola a Salt Lake City nel 1967, e vinse il suo secondo bronzo alla XX Olimpiade tenutasi a Monaco di Baviera.

In seguito lui ottenne la fama nazionale per le sue eccezionali prestazioni nel "Gym Test" nel programma Superstars della BBC. Le sue vittorie nel Superstars britannico ed europeo portarono la creazione dei giochi per Computer: Brian Jacks Superstars Challenge e Brian Jacks Uchi Mata. Lui attribuì le sue grandi performance del "Gym Test" nei benefici di mangiare tante arance.

Dopo essersi ritirato dal judo lui aprì un centro di fitness e arti marziali, e nel 1990 aprì una società di noleggio di castelli gonfiabili. Nel 1984 apparve brevemente nello show "Micro Live" della BBC, dove aprì il suo nuovo Atari 8-bit con la sua famiglia.